# Sarah (Manga)
Sarah (jap. 沙流羅, Sarura) ist eine Manga-Serie aus den Jahren 1990 bis 2004 vom Autor Katsuhiro Otomo und dem Zeichner Takumi Nagayasu.

## Handlung
Nach dem letzten Weltkrieg ist die Menschheit auf Satelliten geflüchtet. Nach einigen Jahren offenbart die Wissenschaft den Plan, die Erdachse durch eine Atomexplosion zu drehen, um so das Klima auf dem Planeten zu verbessern. Diese Idee teilt die Gesellschaft in zwei Lager, die E Epoche, welche die Bombe zünden wollen, und die M.E. Mother Earth, die den Planeten nicht noch mehr schädigen wollen.
Aufgrund der Auseinandersetzungen und häufigen Anschläge aus den beiden Lagern flüchtet die Bevölkerung zurück auf die Erde. Sarah wird bei einem Anschlag während der Umsiedlung ihrer Familie von ihrem Mann und ihren drei Kindern getrennt. Sarah sucht nun ihre Kinder auf der von Wüste bedeckten Erde.

## Veröffentlichung
Die Serie erschien von 1990 bis 2004 im japanischen Manga-Magazin Young Magazine. Dessen Verlag Kodansha brachte den Manga auch in sieben Sammelbänden heraus. Der Verleger im deutschen Raum war Carlsen Comics, der die Serie in Form von 14 Bänden herausgab. Bei dieser Ausgabe fehlt jedoch das letzte Kapitel der Geschichte, das in den japanischen Bänden 6 und 7 enthalten ist. 
In der französischen Ausgabe von Delcourt trägt die Serie den längeren Titel Mother Sarah (deutsch: „Mutter Sarah“), im Spanischen (Norma Editorial) und Englischen (Dark Horse Comics) ist der Titel mit La leyenda de Madre Sarah und The Legend of Mother Sarah (deutsch: „Die Legende über Mutter Sarah“) noch umfangreicher. Außerdem erschienen Übersetzungen ins Portugiesische und Italienische.